# متلازمة مافوتشي
متلازمة مافوتشي هو مرض متقطع يتميز بوجود الأورام الغضروفية المتعددة المرتبطة بأورام وعائية متعددة. قد تكون الأورام الليمفاوية أيضا واضحة. 

## العلامات والأعراض
المرضى طبيعيين عند الولادة وتظهر المتلازمة خلال مرحلة الطفولة والبلوغ. وتؤثر الأورام الغضروفية على الأطراف وتوزيعها غير متماثل. المواقع الأكثر شيوعا من إندوندروماس هي عظام السنع والكتائب من اليدين. القدمين هي أقل شيوعا تعاني. تشوهات الأطراف هي نتيجة. يمكن أن تنشأ الكسور المرضية في ميتافيسس المتضررة وديافيسس من العظام الطويلة وهي شائعة (26%). خطر انحطاط ساركومي من إندوندروماس، أورام وعائية، أو الأورام الليمفاوية هو 15-30% في وضع متلازمة مافوتشي. ويرتبط متلازمة مافوتشي مع خطر أكبر من الجهاز العصبي المركزي، البنكرياس، والأورام الخبيثة المبيض. يمكن أن تظهر غضروفات متعددة في 3 اضطرابات: مرض أولي، متلازمة مافوتشي، ورم ميتاتوندروماتوسيس. ومن المهم التمييز بين هذه الأمراض، وخاصة مرض أولي، ومتلازمة مافوتشي. مرض أولي هو أكثر شيوعا من متلازمة مافوتشي، ويعرض مع إندوندروماس متعددة في كثير من الأحيان في توزيع من جانب واحد. ومع ذلك، لا ينظر ورم وعائي والأورام الليمفاوية في مرض أولي. ورم غضروفي يدل على انتقال جسمي المهيمنة ويعرض مع كل من أوستيوتشوندروماس متعددة وإنكوندروماس.

## التشخيص

### تشخيص متباين
في مرض أوليير تكون الأورام الغضروفية المعزولة موجودة دون وجود أورام وعائية.

## إدارة
وتستلزم الإدارة الفحص الدقيق والرصد من أجل الانحطاطات الخبيثة. التدخلات الجراحية يمكن تصحيح أو تقليل التشوهات. 

## مسماة
سمي نسبة إلى أنجيلو مافوتشي [الإنجليزية]. 